# Incidente del Let L 410 della DOSAAF dell'ottobre 2021
L'incidente del Let L 410 della DOSAAF è avvenuto nei pressi della città di Menzelinsk, in Tatarstan, Russia, il 10 ottobre 2021.
Subito dopo il decollo dall'aeroporto locale, il Let L 410 appartenente alla DOSAAF russa ha iniziato a perdere quota e si è schiantato al suolo. 16 delle 22 persone a bordo sono rimaste uccise, compresi i membri dell'equipaggio e 14 paracadutisti, mentre altri 6 sono sopravvissuti.

## L'aereo
Il velivolo coinvolto è stato prodotto nell'aprile 1987 (numero di serie 18-26) e portava marche RF-94591. Ha iniziato ad operare nello stesso anno nelle Forze aeree sovietiche, poi nelle Forze aeree russe e nel gennaio 2014 è entrato nella DOSAAF russa.

## L'incidente
L'aereo è decollato alle 09:05, ma a un'altitudine di circa 70 metri il motore sinistro si è guastato. L'equipaggio ha tentato di tornare indietro verso il campo di volo. Tuttavia, alle 09:11 ora di Mosca (12:11 UTC), il velivolo si è schiantato al suolo in una zona industriale a sud-ovest di Menzelinsk e a circa 1700 metri dal controllo del traffico aereo dell'aeroporto di Menzelinsk. Dopo l'impatto con il suolo, l'aereo si è scontrato con un'auto e con un muro di cemento armato, distruggendo la fusoliera e le ali ma senza che ne scaturissero incendi.

## Le indagini
La Direzione investigativa centrale interregionale per i trasporti del Comitato investigativo della Russia ha avviato un'indagine sull'incidente. Gli investigatori hanno appuntato come possibili cause un sovraccarico o l'avaria di uno dei motori.

## Conseguenze
Un totale di 47 persone ha preso parte ai soccorsi. Il Centro di addestramento cosmonauti Jurij Gagarin ha sospeso la collaborazione con il club di volo di Menzelinsk durante l'indagine sulle cause dell'incidente aereo.
La DOSAAF ha sospeso i voli di tutti i suoi voli con i Let L 410. Un velivolo dello stesso tipo, anch'esso utilizzato dalla DOSAAF per l'addestramento dei paracadutisti, è precipitato nel giugno dello stesso anno.